# Siebenbrunnen (Wien)

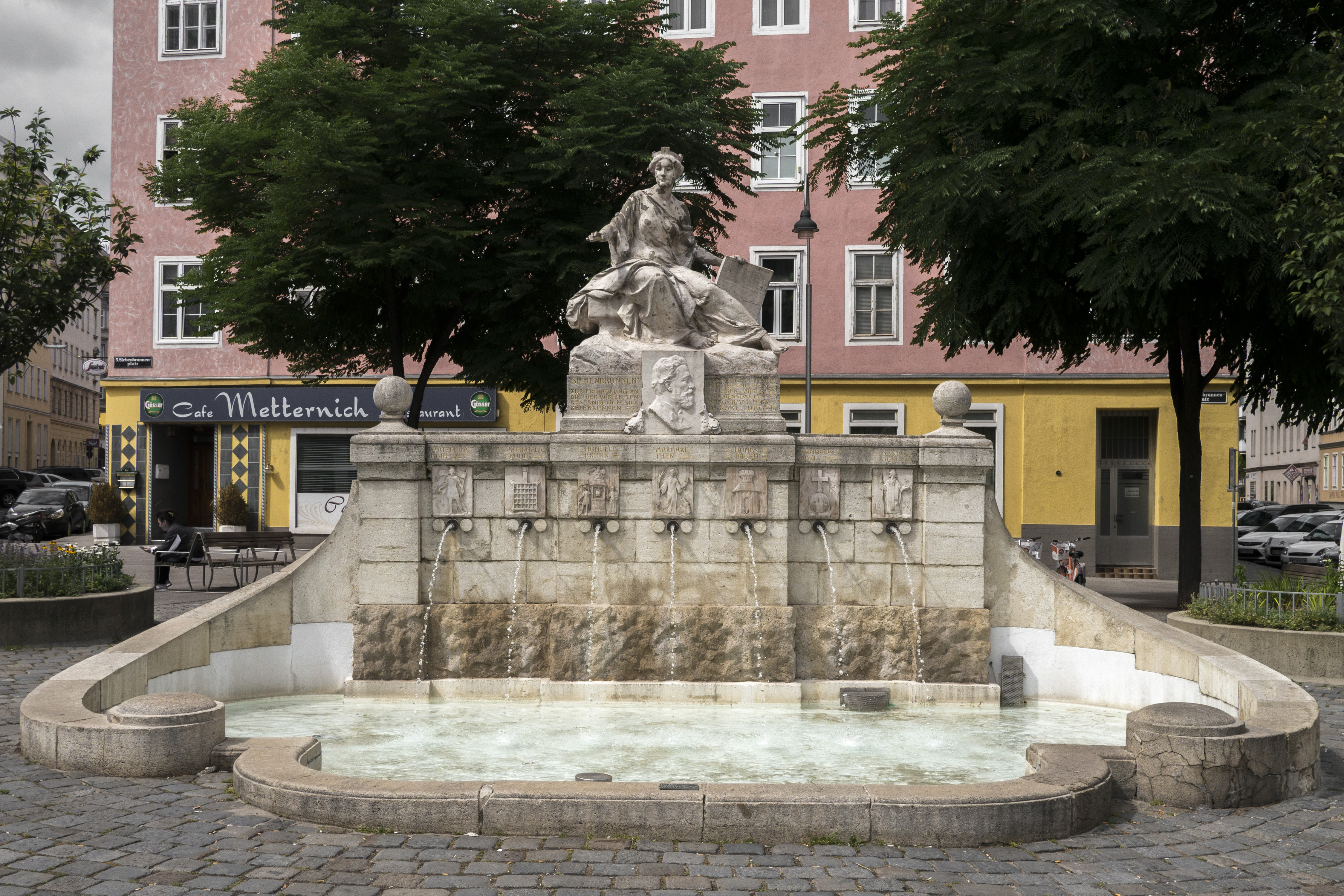
Der Siebenbrunnen in Wien

Der Siebenbrunnen ist ein Brunnen am Siebenbrunnenplatz im 5. Wiener Gemeindebezirk Margareten.

## Geschichte

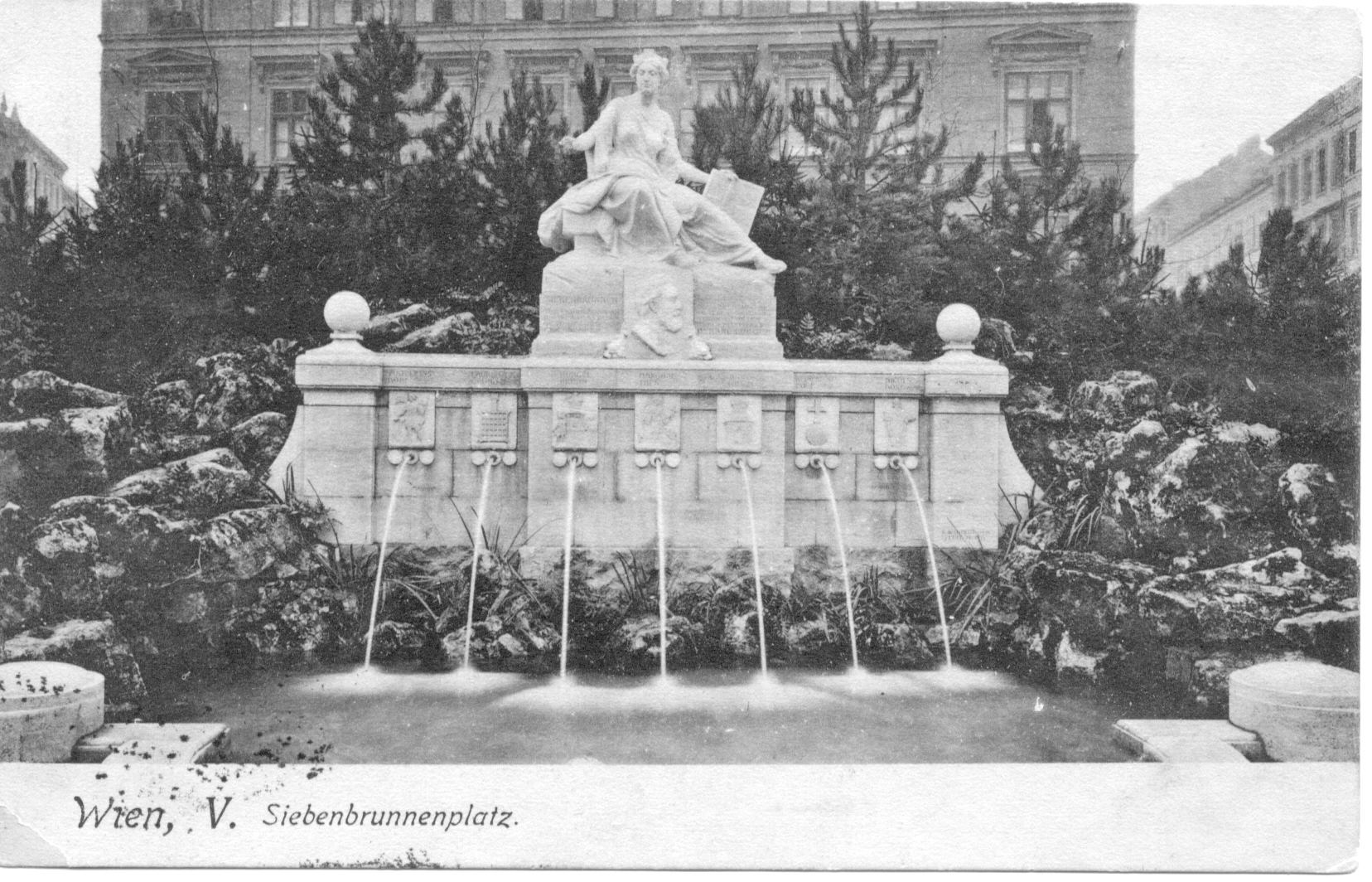
Der Brunnen Anfang des 20. Jahrhunderts

1562 wurde im Auftrag König Ferdinand I. die erste eigene Wasserzuleitung zur Hofburg errichtet. Das Wasser für die Siebenbrunner Hofwasserleitung wurde in sieben Brunnen am Siebenbrunnenfeld in Oberreinprechtsdorf (heute ein Bezirksteil von Margareten) gesammelt und in gusseisernen Rohren zu einem Reservoir unter der Augustinerbastei in Wien geleitet, von wo es wiederum in die Hofburg weitergeleitet wurde.
Zur Erinnerung an die Hofwasserleitung, die Eingemeindung der ehemaligen Vorstädte zum 5. Bezirk und aus Anlass des 60. Geburtstags des Wiener Bürgermeisters Karl Lueger wurde 1904 der vom Bildhauer Richard Kauffungen geschaffene Siebenbrunnen enthüllt. Außerdem wurden im Bereich des ehemaligen Siebenbrunnenfeldes die Siebenbrunnenfeldgasse, die Siebenbrunnengasse und der Siebenbrunnenplatz benannt.
1999 folgte ein Umbau des Siebenbrunnenplatzes zur verkehrsberuhigten Zone (Fußgängerzone).

## Gestaltung
Der denkmalgeschützte (Listeneintrag) Steinbrunnen verfügt über sieben Wasserauslässe, über denen die Wappen der ehemaligen Vorstädte und heutigen Bezirksteile von Margareten zu sehen sind. Darüber thront die Figur der Vindobona, deren Sockel mit Widmungsinschriften versehen ist und im Zentrum ein Reliefporträt von Karl Lueger trägt. Die Inschriften lauten: „Zur Erinnerung an die hier vor Zeiten bestandenen sieben Brunnen“ und „Errichtet anlässlich der Vollendung des 60. Lebensjahres des verdienstvollen Bürgermeisters Dr. Karl Lueger“.